# Hydrogrossulaire
Hydrogrenat
L'hydrogrossulaire, ou hydrogrenat, est un minéral de la famille des grenats de calcium et d'aluminium, de formule Ca3Al2(SiO4)3−x(OH)4x, où le polyanion orthosilicate SiO4−
4 est partiellement substitué par quatre hydroxyles OH−.
Les hydrogrenats sont les minéraux intermédiaires entre les pôles purs Ca3Al2(SiO4)3 (grossulaire) et Ca3Al2(OH)12 (katoïte). Selon la valeur de x (fraction de substitution de SiO4 par OH, ces minéraux portent différents noms :
- grossulaire :   0   ≤ x ≤ 0,2 ;
- hibschite :      0,2 ≤ x ≤ 1,5 ;
- katoïte :         1,5 ≤ x ≤ 3,0.

L'hydrogrossulaire est une variété de grenats dans lesquels un Si4+ est absent d'un site tétraédrique. L'équilibre des charges est maintenu en liant un H+ à chacun des quatre oxygènes entourant le site vacant.
On trouve l'hydrogrossulaire en habitus cristallin massif, quelquefois en association avec l'idocrase.
L'hydrogrossulaire est translucide à opaque et peut être de couleur verte, vert bleuâtre, rose, blanche et grise. La couleur verte est due au chrome-III et peut-être au fer-II, tandis que la couleur rose est liée à la présence de manganèse-II. L'hydrogrossulaire peut contenir de petites inclusions gris foncé ou noires. Cette variété de grenat, ayant certaines similitudes avec la jade, est parfois aussi appelée jade du Transvaal ou jade africaine.
L'hydrogrossulaire est quelquefois utilisé comme gemme, étant taillé en cabochon ou transformé en perles. Les hydrogrossulaires verts et roses proviennent de l'Afrique du Sud, du Canada et des États-Unis. L'hydrogrossulaire blanc provient de Birmanie et de Chine.